# Rampa de Pajares

Trazado de la rampa.

La rampa de Pajares (o bajada de Pajares) es el tramo del ferrocarril de León a Gijón que salva el desnivel de la cordillera Cantábrica por el puerto de Pajares. Su último tramo fue construido entre 1880 y 1884 y es considerada como una de las mayores obras de ingeniería en España en el siglo XIX. Según Trevor Rowe, destacado aficionado al ferrocarril y fotógrafo ferroviario de Gran Bretaña, la vía férrea por Pajares era, en 1970, «uno de los pasos montañosos más difíciles de Europa».
Tras la apertura de la variante de Pajares, en noviembre de 2023, está previsto que la Rampa de Pajares quede clausurada como paso ferroviario, debido al alto coste de su mantenimiento.

## Delimitación
Según Hacar y González, para el público en general, la rampa de Pajares está comprendida entre la estación de Puente de los Fierros, en la parte asturiana, y la boca sur del túnel de la Perruca, en la parte leonesa. Sin embargo precisan que entre las «personas vinculadas a la infraestructura ferroviaria en el noroeste de España, y más concretamente a la línea de León a Gijón» la rampa comprende en el lado asturiano hasta la antigua estación de La Cobertoria (9 km más), que es el tramo en el que la vía mantiene un pendiente casi constante en torno a las 20 milésimas.

## Características

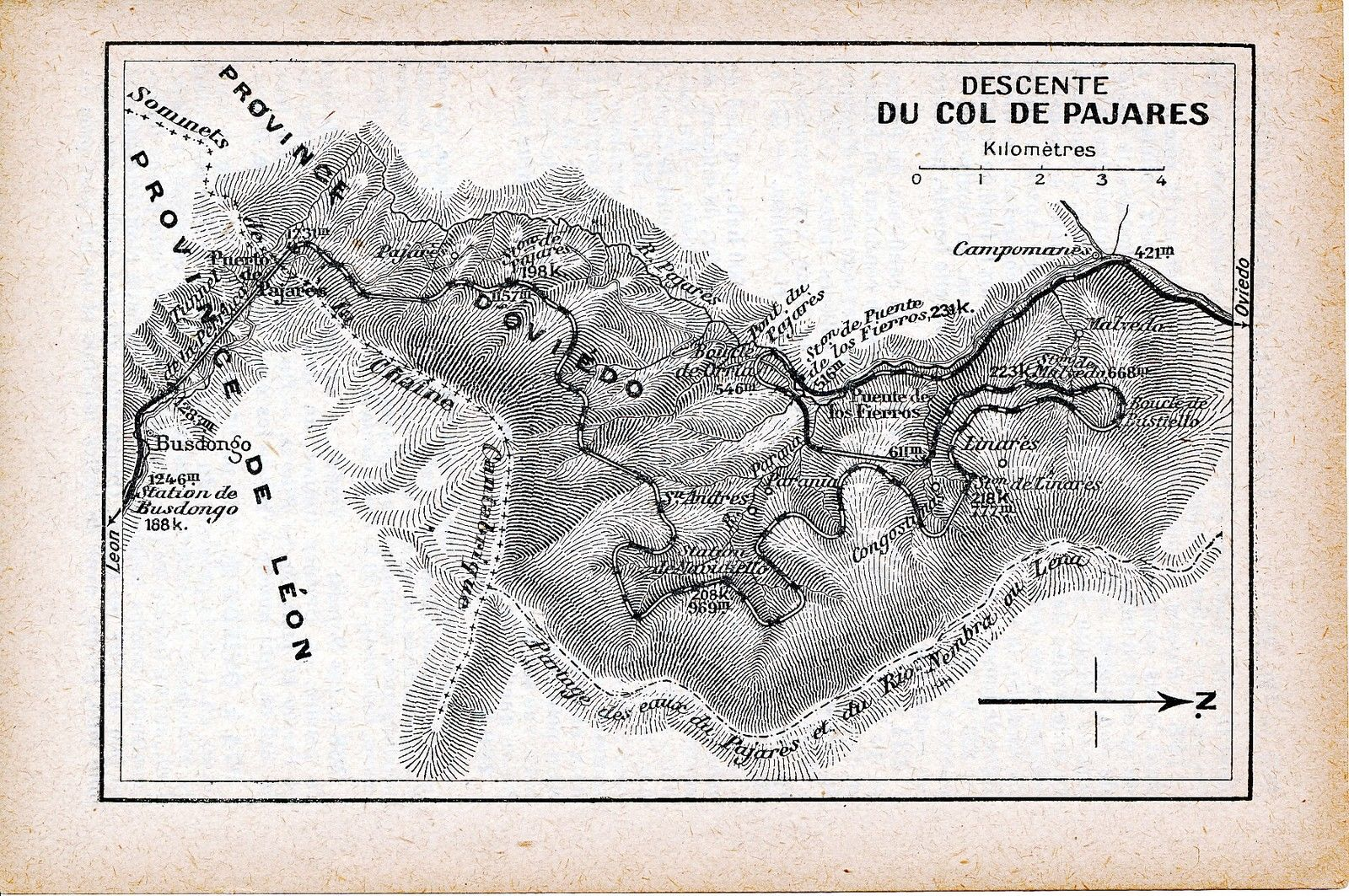
Col de Pajares, según una guía de viajes francesa de 1915

En dirección desde León a Gijón, la vía asciende desde la estación de Busdongo (a una cota de 1230 m s. n. m.) hasta la boca sur del túnel de La Perruca (1270 m s. n. m.), que es el punto más alto del recorrido. Este túnel discurre bajo la divisoria de las provincias de León y Asturias. Hasta la estación de La Cobertoria, en el concejo de Lena, desciende 927 m con una pendiente casi constante de 20 milésimas, en una longitud de 49 km. Hasta la estación de Pola de Lena el 44% del trazado se realiza en curva, generalmente de radio de 300 m.
La construcción de la rampa supuso la perforación de 61 túneles además de 156 pontones y puentes, metálicos y de fábrica. Entre estos últimos destacaba, por su longitud, el viaducto de Parana, en las proximidades de la estación de Puente de los Fierros. Realizado en hierro con tres vanos y en curva, sus 130 m de longitud total fueron sustituidos por un terraplén posteriormente.

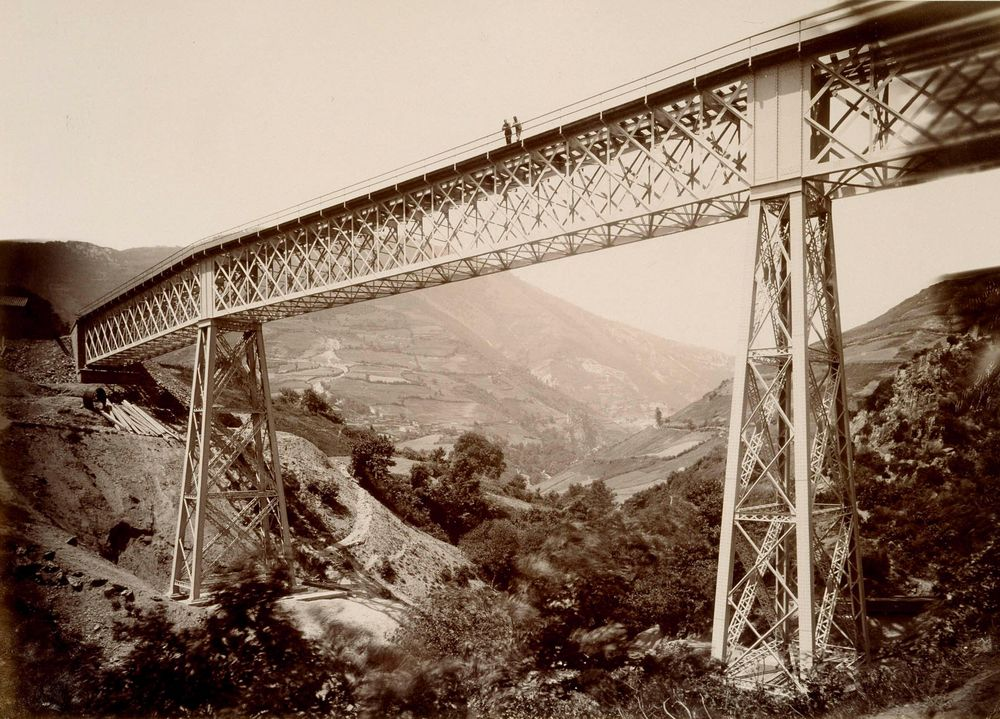
Viaducto de Parana (1884)

### Túneles
Desde Busdongo hasta Puente de los Fierros hay una sucesión de 63 túneles, de los que cuatro son artificiales. En su inauguración, el tramo tenía 61 túneles, totalizando el recorrido subterráneo casi 25 de los 42 km del recorrido (60 % de la longitud del tramo). De ellos, seis superan la longitud de 1000 metros: La Perruca, con 3072 m; La Pisona, 1050 m; La Sorda, 1076 m; Congostinas, de 1170 m; El Capricho, de 1838 m; y Orria, de 1057 m.
El de La Perruca, es recto y está situado entre los municipios de Villamanín (provincia de León) y Lena (provincia de Asturias). Fue calado en mayo de 1883; su perforación se hizo manualmente y con la ayuda de perforadoras de aire comprimido como las utilizadas en la excavación de túnel de San Gotardo. La excavación se efectuó desde las dos bocas y en los frentes creados en tres pozos intermedios. Al término de su construcción era el túnel de mayor longitud construido en España.
Desde 1884 se han construido varios túneles artificiales para proteger la vía férrea de las avalanchas de nieve en los puntos más conflictivos.

### Estaciones
Entre las estaciones de Busdongo y Puente de los Fierros, se construyeron otras cuatro para el cruce de los trenes. Además, las cuatro estaban dotadas de aguadas para el exigente ascenso por la rampa para las locomotoras de vapor. En sentido León-Gijón, reciben los nombres de:
- Pajares (km 62,7);
- Navidiello-Parana (km 72,2);
- Linares-Congostinas (km 82,3); y
- Malvedo (km 88,0)

Desde la inauguración del tramo sus instalaciones se han ido ampliando para permitir el cruce de trenes de mayor longitud.

### Características técnicas
Según la actualización de 2013 de la Declaración de la Red de Adif, forma parte de la línea 130 Venta de Baños-Gijón de la Red Ferroviaria de Interés General (RFIG), dentro del tramo La Robla-Pola de Lena. En este tramo la vía es única y está electrificada 3 kV de corriente continua mediante catenaria no compensada. En cuanto a la señalización y los sistemas de seguridad, el tramo cuenta con bloqueo automático con control de tráfico centralizado (CTC) desde el año 1967, con sistema de radiocomunicación tren-tierra y Anuncio de Señales y Frenado Automático (ASFA). De acuerdo al mismo documento, el tramo tiene una rampa característica de 23 milésimas en sentido ascendente, 22 en sentido descendente y la velocidad máxima es de 105 km/h. Sin embargo, según García y Rallo, las velocidades que pueden alcanzar los trenes debido a las características de la vía es de 85 km/h, para los pendulares de viajeros, y 75 km/h, caso de los mercancías.

## Historia
El tramo Busdongo-Ujo fue el último tramo completado en la línea Gijón-León. Inicialmente concedida su construcción a la Compañía del Noroeste de España, el 8 de febrero de 1878 el gobierno rescinde la concesión de las líneas León-Ponferrada, Ponferrada-La Coruña y León-Gijón, debido a las dificultades económicas de la compañía. En aquel momento, en la línea León-Gijón, faltaba por completar el tramo Pola de Lena-Puente de los Fierros, cuya construcción acometió el gobierno directamente, y el tramo Busdongo-Puente de los Fierros. El gobierno sacó a concurso público las concesiones del Noroeste y la línea de Oviedo a Trubia, ramal de la León-Gijón. El 4 de febrero de 1880 el gobierno otorga dichas concesiones a "las Sociedades de París reunidas", representadas por el banquero francés Armand Donon. Posteriormente crean la Compañía de los Ferrocarriles de Asturias, Galicia y León (AGL), y transfieren las concesiones, transferencia que es autorizada por el gobierno mediante Real Orden de 31 de marzo de 1880.
Poco después, el 27 de abril, en una carta dirigida al resto de ayuntamientos de Asturias, el de Lena les advierte que la compañía ha empezado a estudiar un cambio en el trazado por Pajares, aumentando la pendiente y reduciendo el radio de las curvas. El diputado Rafael María de Labra, de ascendencia asturiana, presentó, el 19 de mayo, un escrito de protesta ante las Cortes contra las pretensiones de la compañía de Donon. El escrito, fechado el día 12, estaba suscrito por siete periódicos asturianos, la Revista de Asturias, La Opinión, La Luz de Avilés, El Carbayón, El Comercio, El Boletín de la Liga y El Naranco, y decían hacerlo «en representación de la prensa asturiana».
La prensa de Oviedo convocó para el domingo 27 de junio una reunión en dicha ciudad en protesta por el cambio. Acudieron más de dos mil personas, entre ellos Leopoldo Alas, que aclamaron las propuestas leídas por el periodista César Argüelles, incluida la de no votar a los diputados asturianos que no se opusieran a la modificación del trazado.
El 28 de febrero de 1881, la Revista de Asturias publica que la AGL tiene la intención de proponer al Gobierno la reducción de la longitud del trazado original de 37 km a solo 23 km aumentando la pendiente de 20 milésimas (2 %) a 35 milésimas (3,5 %), para reducir costes:

PASO DEL PAJARES
Tenemos el sentimiento de anunciar á nuestros lectores que la Compañía de los ferro-carriles de Asturias, Galicia y León, tiene resuelto proponer al Gobierno la variación del trazado de la bajada del Pajares adoptando la pendiente del tres y medio por ciento.
Revista de Asturias. N.º 4. Pág. 1

La propuesta contó con el aval del informe Notes sur la descente du Pajares (Notas sobre la bajada de Pajares), publicado en París en enero de 1881. Sus autores fueron los ingenieros Paul Eugène Bontoux y Paulo Amilhau, directores de la Sociedad Austriaca de Ferrocarriles del Estado y de la Società per le Ferrovie dell'Alta Italia, respectivamente, con el apoyo de otros ingenieros. A cambio de la modificación del trazado, la compañía estaba dispuesta a impulsar económicamente el desarrollo del puerto de Gijón. La AGL hizo oficiales sus pretensiones solicitando formalmente el cambio de trazado el 4 de marzo.
Las fuerzas vivas de Asturias convocaron una manifestación en Oviedo para protestar contra las pretensiones de la compañía, que consideraban contraproducentes para la industria regional. Dicho acto se celebró en la plaza de la Escandalera ovetense el 27 de marzo de 1881.
Finalmente, por Real Orden de 15 de junio, «se desestima la solicitud de la Compañía de los ferro-carriles de Asturias, Galicia y León, pidiendo que se modifique el proyecto aprobado con pendientes de veinte milésimas para la bajada del puerto de Pajares, en la línea de León y Gijón, y se acepten para dicho trazado pendientes de treinta y cinco milésimas». de acuerdo al dictamen de la Junta consultiva de Caminos, Canales y Puertos. Así mismo, se rechazaba la opción de la cremallera y la posibilidad de nuevos estudios para la modificación del trazado por parte de AGL.

### Construcción

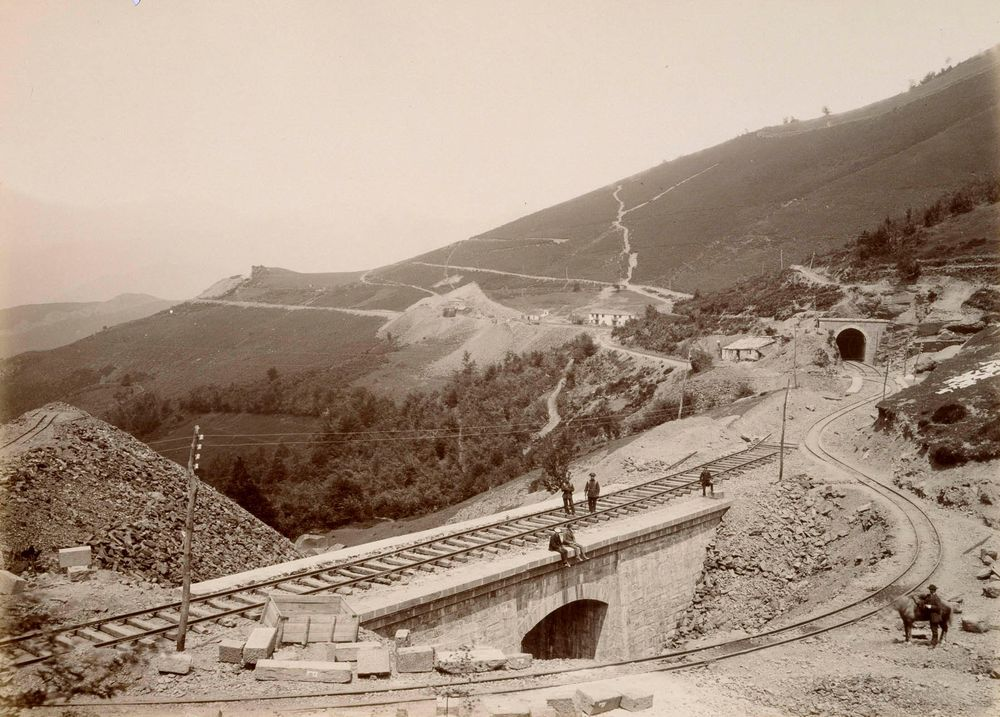
El pontón de Entrambosríos, situado entre los túneles de Canto de la Laguna y El Bescón, cuya boca del lado de León aparece en el extremo derecho. En primer término se observa la vía auxiliar construida para las obras de los trozos 1.º y 2.º. Fotografía de Paul Sauvanaud (ca. 1884).

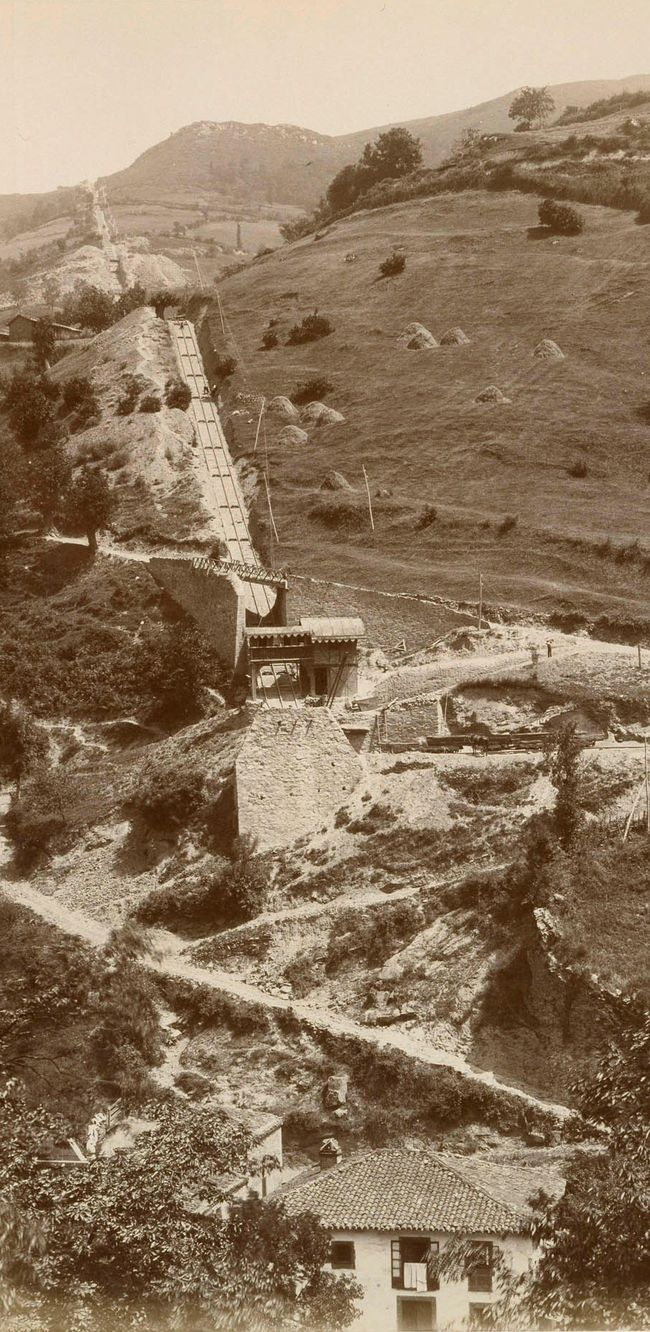
Fotografía de Paul Sauvanaud (ca. 1884) que muestra el plano inclinado de los trozos 3.º y 4.º. En la parte inferior se observa la casa rectoral y, a la izquierda, la iglesia de San Martín de Las Puentes.

Para la construcción de la rampa, entre Puente de los Fierros y Busdongo, el tramo fue dividido en cinco trozos. El primero en el que empezaron las obras fue el conocido como túnel de la Perruca y sus avenidas, entre la estación de Busdongo y el valle de las Piedras, con cuatro túneles del recorrido: el de la Perruca y los tres cortos siguientes, Maja del Estudiante, La Calera y Loma del Asno.
Los restantes cuatro trozos, denominados en conjunto como la bajada de Pajares, se numeraron del uno al cuatro desde el valle de las Piedras hasta la estación de Puente de los Fierros y se adjudicaron agrupados de dos en dos: los trozos primero y segundo a Francisco Buergo y Salustiano Regueral, y el tercero y el cuarto al ingeniero Eduardo Calleja, autor del proyecto del trazado de todo el tramo. El límite entre ambas concesiones se situaba en el valle de Salguero.

#### Trozos 1.º y 2.º
Los trozos 1.º y 2.º comprendían un total de 16 067 m y la excavación de 27 túneles, que sumaban 10 665 m. Abarcaba el tramo entre el valle de las Piedras, por el lado de León, y el valle de Salguero, límite con el trozo 3.º. Para la ejecución de las obras, los adjucatarios, Buergo y Regueral, construyeron una línea férrea a lo largo de la traza de la línea, adaptada a las laderas de valles y colinas, que rodeaba los túneles y comunicada todas sus bocas. La tracción en la línea fue realizada por locomotoras del fabricante belga Cockerill. El radio mínimo de las curvas se amplió debido a la batalla de las locomotoras.
Según Guillermo Bas, posiblemente se usó una locomotora de vapor de caldera vertical arrendada a las Minas de Santa Ana durante las obras.

#### Trozos 3.º y 4.º
Los trozos 3.º y 4.º comprendían un total de 20 565 m y la excavación de 29 túneles, que sumaban 10 080 m. Para el suministro de materiales se construyó un puente colgante y un plano inclinado. Desde la estación de Puente de los Fierros, en la margen izquierda del río Pajares, partía una vía de ferrocarril de 0,50 m de ancho con tracción animal que cruzaba dicho río mediante un puente colgante de 98 m de longitud. Ya en la margen derecha se bifurcaba en dos, hacia el plano inclinado y hacia el viaducto de Parana. El extremo inferior del plano inclinado se encontraba en las proximidades de la iglesia de San Martín de Las Puentes. Allí, los materiales para la obra eran trasladados desde el ferrocarril al plano por medio de una grúa. En el extremo superior, en la collada de Congostinas y 350 m más arriba, una máquina de vapor proporcionaba la energía necesaria para ascender la carga durante 1100 m. Otra grúa en la extremo superior descargaba los vagones y los materiales eran repartidos por los tajos de varias maneras.

### Inauguración

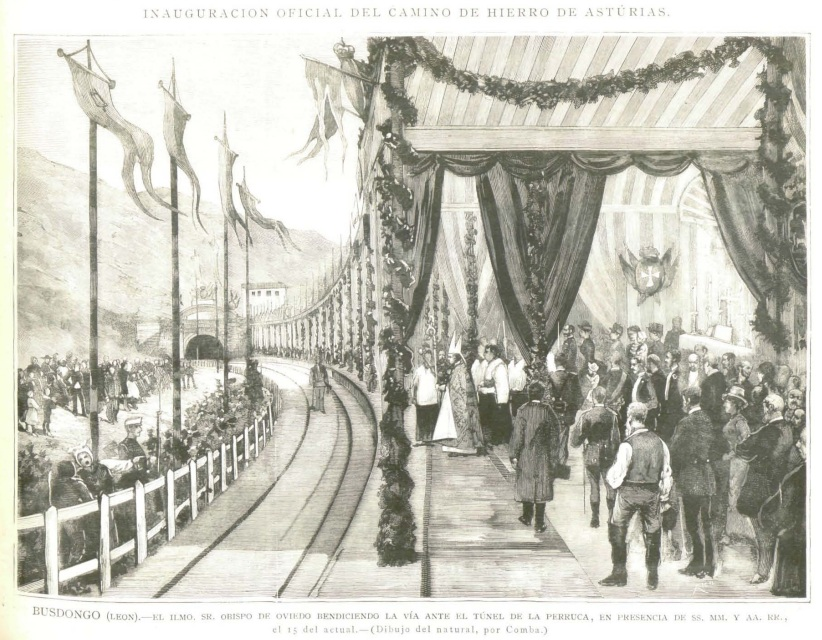
Inauguración oficial del camino de hierro de Asturias: el obispo de Oviedo bendiciendo la vía ante el túnel de la Perruca el 15 de agosto de 1884; dibujo al natural de Comba, grabado de Rico, publicado en La Ilustración Española y Americana el 30 de agosto de 1884.

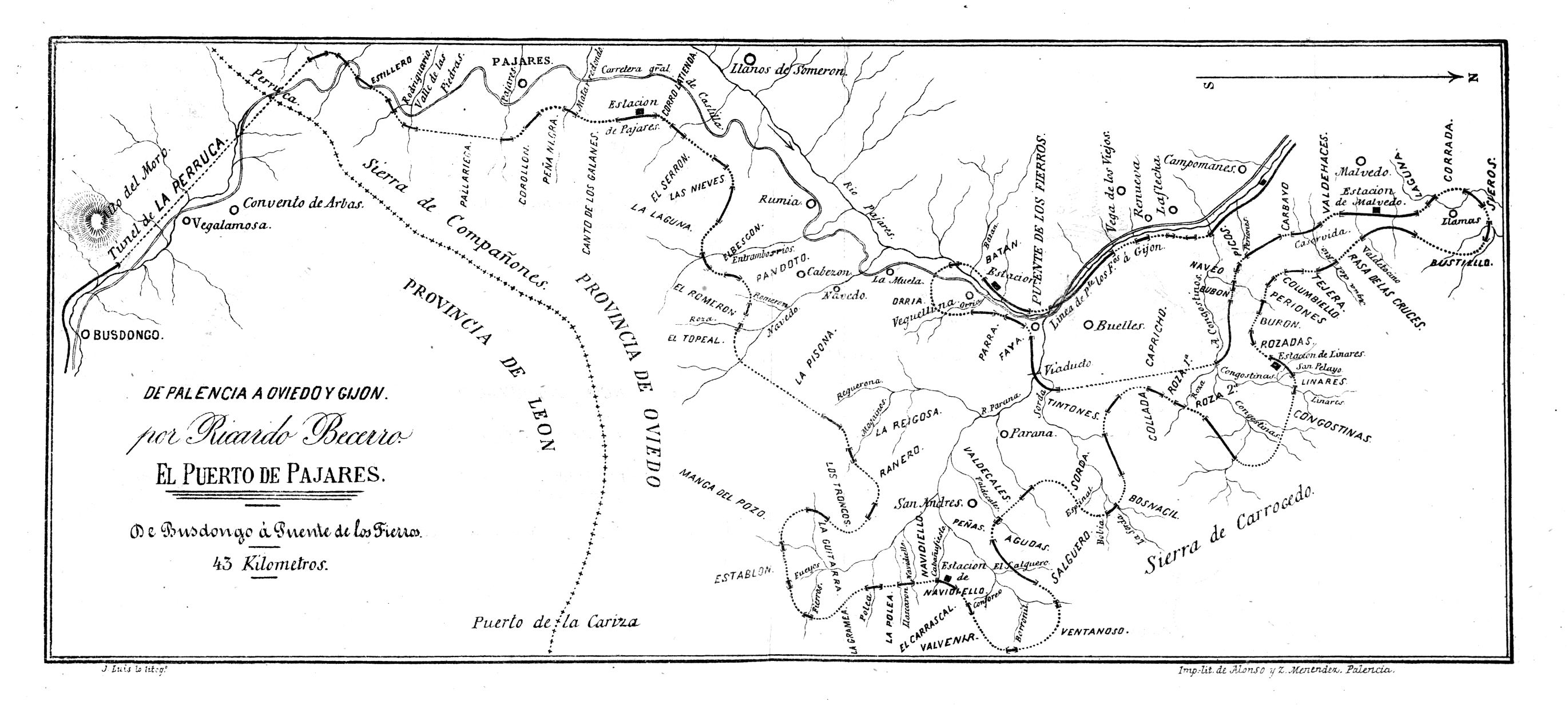
El Puerto de Pajares: de Busdongo a Puente de los Fierros (43 kilómetros) por Ricardo Becerro de Bengoa (1884)

El 15 de agosto de 1884 fue inaugurado el tramo de Busdongo a Puente de los Fierros. El acto, celebrado en un templete engalanado situado en la boca sur del túnel de la Perruca, contó con la presencia del rey de España, Alfonso XII, de su esposa, María Cristina de Habsburgo-Lorena, de la princesa de Asturias, María de las Mercedes de Borbón y Habsburgo-Lorena, del presidente del Congreso, Francisco de Borja Queipo de Llano, y de diputados y senadores por Asturias.
Las autoridades llegaron a Busdongo en un «Tren Real» que había partido desde Segovia a las 9 de la noche del día anterior. El acto consistió en la bendición de la vía y de las locomotoras del tren, Pelayo y Jovellanos, por el obispo de Oviedo, Ramón Martínez Vigil, diocesano de Busdongo; la simbólica colocación del último raíl por el rey; y la firma del acta inaugural (primera firma oficial de la princesa de Asturias, con casi 4 años), que posteriormente fue guardada en una caja de plomo, enterrada bajo el túnel. Tras el acto, el tren continuó su marcha en dirección a Gijón, rompiendo la cinta inaugural a la boca del tren. Según su horario previsto, el tren hizo paradas en los viaductos de Burón y Parana, deteniéndose en Puente de los Fierros para el almuerzo, servido por el restaurante Lardhy de Madrid.
El tren prosiguió camino hasta Oviedo (donde los relojes públicos se adelantaron veinte minutos para sincronizarse con el de la estación, ajustado a la de Madrid) y Gijón, donde los reyes embarcaron para Ferrol.

#### Consecuencias
La puesta en marcha del tramo supuso el fin del transporte mediante diligencias a través del puerto. Hasta esa fecha, los viajeros del ferrocarril que deseaban cruzar el puerto debían hacer transbordo en las estaciones de Puente de los Fierros y Busdongo para atravesar el paso de montaña por el camino real a Castilla a bordo de diligencias.
Otra consecuencia importante fue impulsar el despegue de la cuenca hullera del Caudal, en Asturias. Su competidora, la del Nalón, contaba con mejores comunicaciones ya que disponía de la carretera carbonera y del ferrocarril de Langreo que la comunicaba con el puerto de Gijón. En cambio, la zona de Mieres estaba únicamente comunicada por carretera, con los puertos de Pajares, hacia el sur, y El Padrún, hacia el norte. Incluso durante la construcción de la rampa, la cuenca de Nalón suministraba a los mercados de Oviedo y Trubia a pesar de su mayor lejanía ya que la producción del Caudal se destinaba al mercado ferroviario.
Tras la inauguración, la cuenca del Caudal tenía mejores condiciones de comunicación, sobre todo tras la inauguración de los muelles de Fomento en el puerto de Gijón en 1885, a los que las vías del Norte tenían acceso. Así mismo, atrajo nuevas inversiones para la zona, como las Minas de Hulla de Aller. Antonio López y López, I marqués de Comillas, presidente de la Compañía Transatlántica Española y con intereses en la compañía del Norte emprendió en 1884 su negocio hullero en el concejo de Aller, para suministrar carbón a sus empresas.

### Norte
Poco tiempo después de la inauguración, el 1 de mayo de 1885, la línea pasa a manos de la Compañía de los Caminos de Hierro del Norte de España, que adquiere mediante fusión, a la Compañía de los Ferrocarriles de Asturias, Galicia y León.

#### Dobles tracciones
Según datos publicados por Félix Boix, director adjunto de Norte, en la Revista de Obras Públicas, del 14 de febrero de 1907, durante el año 1906, la compañía había comenzado los ensayos para introducir la doble tracción por cola para los trenes de mercancías en la rampa. En aquellos momentos, según dicho artículo, la capacidad ascendente de transporte, neta, era de 2000 t, al día, en 16 circulaciones. La doble tracción ensayada permitía aumentar la capacidad de cada circulación en un 80 %.
Para dicha tarea, Norte encargó en 1907 una serie de 12 locomotoras, que matriculó con los números de 2651 al 2662, que eran las primeras de ancho ibérico en Asturias en utilizar vapor sobrecalentado (o recalentado). Estas locomotoras formaban parte de las conocidas como "Verracos". Estas locomotoras deben su apelativo al ruido que producía el eyector de vapor en trompetilla del sistema automático de frenado por vacío Pascal, que era similar al de un cerdo en celo. El apodo, con origen en Asturias, se extendió al conjunto de estas locomotoras, tipo 0-4-0, que tuvieron en Pajares su servicio más característico, hasta la electrificación de la rampa.

### Electrificación

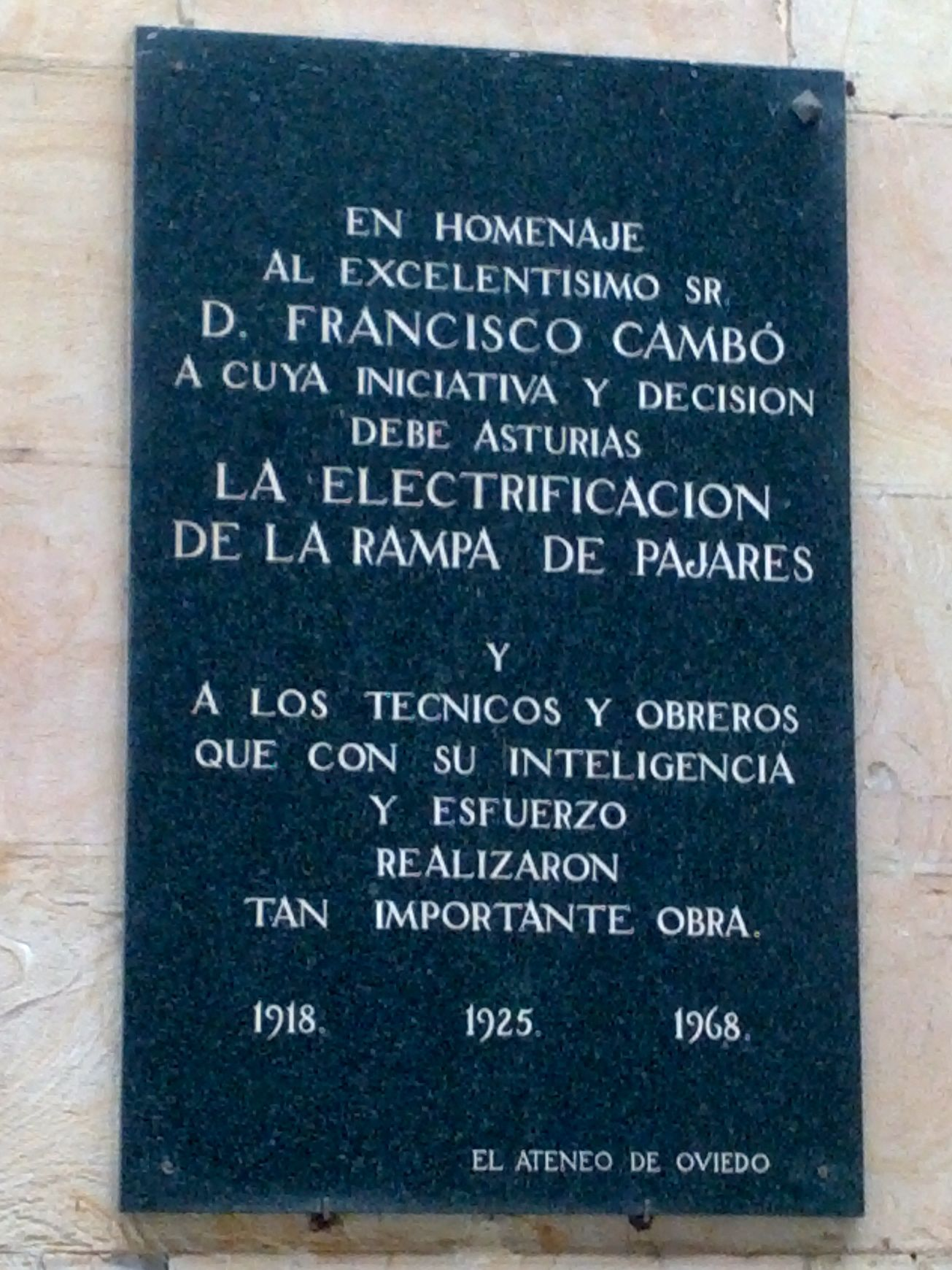
Placa colocada en mayo de 1968 para celebrar el 50.º aniversario de la ley de electrificación de la rampa de Pajares en honor a Francisco Cambó, su promotor. Estación de Oviedo.

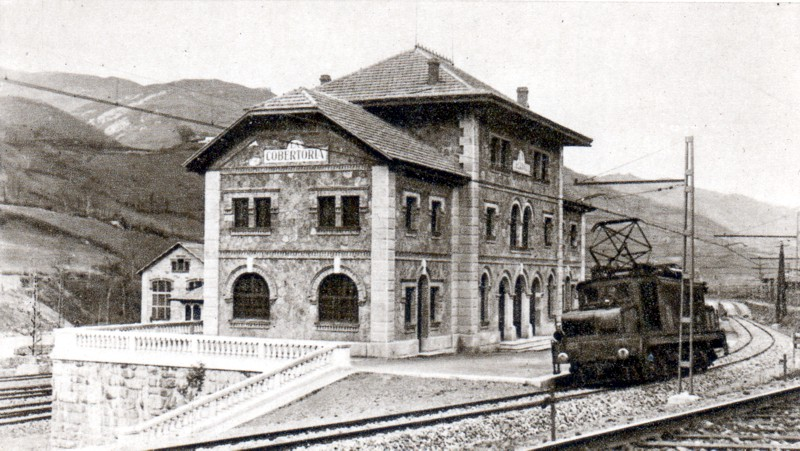
Una locomotora de la serie 6100, pasando por la estación de La Cobertoria, en 1925.

Tras el inicio de la Primera Guerra Mundial, la producción del carbón en España, declarada neutral, experimentó un aumento debido a su escasez internacional. La ausencia de envíos desde el Reino Unido provocó el aumento de la demanda de los carbones asturianos hacia el interior, y aumentaron sus precios en un 277 %.
Antes de 1915, la capacidad de transporte de carbón desde Asturias hacia el interior de España estaba al límite de la capacidad de la rampa. Según Hontoria y Lomas, la capacidad máxima de ascenso era de 4536 t brutas, en 14 circulaciones diarias con doble tracción, sostenible durante 2 o 3 días. En condiciones normales disminuía a 4248 t, con 12 de las 14 circulaciones con doble tracción. La solución más práctica para aumentarla fue la sustitución de la tracción de vapor por la eléctrica, que daba un 50 % más de potencia a igualdad de peso de locomotoras. La utilización de locomotoras de vapor de mayor potencia (y por tanto, mayor peso) no era posible debido al límite en la resistencia de las obras de fábrica en el tramo.
Con Francisco Cambó en el ministerio de Fomento se aprueba la ley para su electrificación. Esta ley permitió a Norte acometer el proyecto a pesar de sus dificultades financieras, gracias a los anticipos reintegrables.
En 1924, el tramo entre Ujo y Busdongo, de 62 km, fue electrificado a 3 kV de corriente continua. Esta fue la primera electrificación a esta tensión realizada en España. Esta opción, propuesta por General Electric, fue la escogida frente otras como la electrificación con corriente alterna a frecuencia especial.
El suministro eléctrico procedía de la central térmica que Electra de Viesgo tenía en Santa Cruz de Mieres, cerca de Ujo. Desde allí partía una línea de 30 kV hasta las dos subestaciones de la rampa, en La Cobertoria (a pie de rampa) y en Pajares, a mitad de recorrido. En las subestaciones se procedía a la transformación a 3 kV de corriente continua, y desde ellas a su distribución al hilo de contacto mediante feeders.

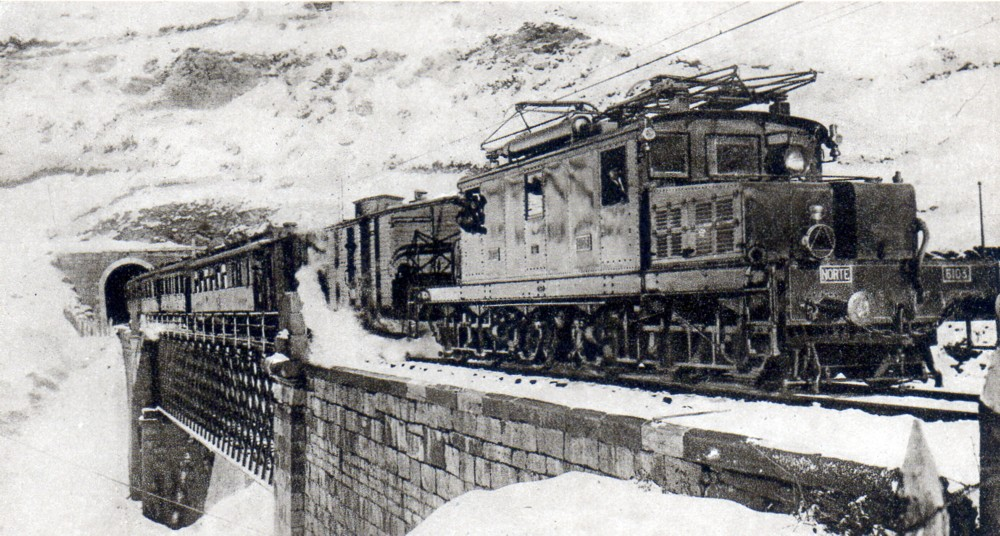
La 6103 arrastrando un convoy de viajeros sobre el desaparecido viaducto de Matarredonda.

Para la tracción en la rampa, Norte adquirió dos series de locomotoras, de seis unidades cada una. Las numeradas del 6001 al 6006 fueron construidas por American Locomotive Company (ALCO), parte mecánica y General Electric, parte eléctrica, en 1923 en Estados Unidos. Por su parte, en 1924 fueran fabricadas otras seis por la Sociedad Española de Construcción Naval y Baldwin Locomotive Works, la parte mecánica, y por Westinghouse Electric la parte eléctrica, y numeradas desde el 6101 al 6106. Todas ellas disponían de una potencia de 1620 CV y disposición de ejes Co'Co' (2 bogies de 3 ejes motores cada uno, con un motor por eje). Además en las estaciones de los extremos de la electrificación, Busdongo y Ujo, fue necesario modificarlas para que pudieran albergar instalaciones para las locomotoras de vapor y eléctricas y modificar el gálibo de los túneles, rebajando la rasante.
Además de la instalación de la tracción eléctrica, Norte llevó a cabo obras para aumentar la capacidad de transporte desde Venta de Baños a Gijón. Dentro de estas obras se ampliaron las estaciones en la rampa y se construyó la estación de clasificación de La Cobertoria, para las mercancías que bajaban el puerto.

### Actualidad y posible cierre
El 29 de noviembre de 2023 entró en servicio comercial la variante de Pajares, una gran infraestructura ferroviaria que salva la cordillera Cantábrica y amenaza con el cierre de la rampa de Pajares al quedarse ésta obsoleta.En 2017 Foro Asturias y el Gobierno Rajoy acuerdan destinar la variante al tráfico de pasajeros y la rampa al tráfico de mercancías tras formular una reforma estimada en 145 millones de euros.En 2018 el proyecto se desestima por el Gobierno Sánchez al considerar totalmente inviable reformar y mantener la rampa a la vez que estará en uso comercial la variante de Pajares, por la que pueden circular tanto trenes de pasajeros como de mercancías.En enero de 2023 los costes hipotéticos de reforma y mantenimiento habían ascendido a 1.200 millones de euros. Paralelamente, Renfe (principal operador ferroviario de la rampa) eliminará todos sus servicios comerciales de pasajeros y mercancías de la rampa de Pajares, incluidos los regionales, y los desviará por la variante.A nivel político, ni en Asturias ni en la provincia de León ha habido pronunciamientos en contra del cierre de la rampa de Pajares. A nivel social y cultural los defensores de la rampa se escudan principalmente en la protección del patrimonio industrial y en posibles usos turísticos. También plantean su uso como vía secundaria o de emergencia a la variante.En 2017 se fundó una asociación cuyo objetivo es la preservación de la rampa y su catalogación como Patrimonio de la Humanidad.

## Servicios ferroviarios

### Tráfico de mercancías

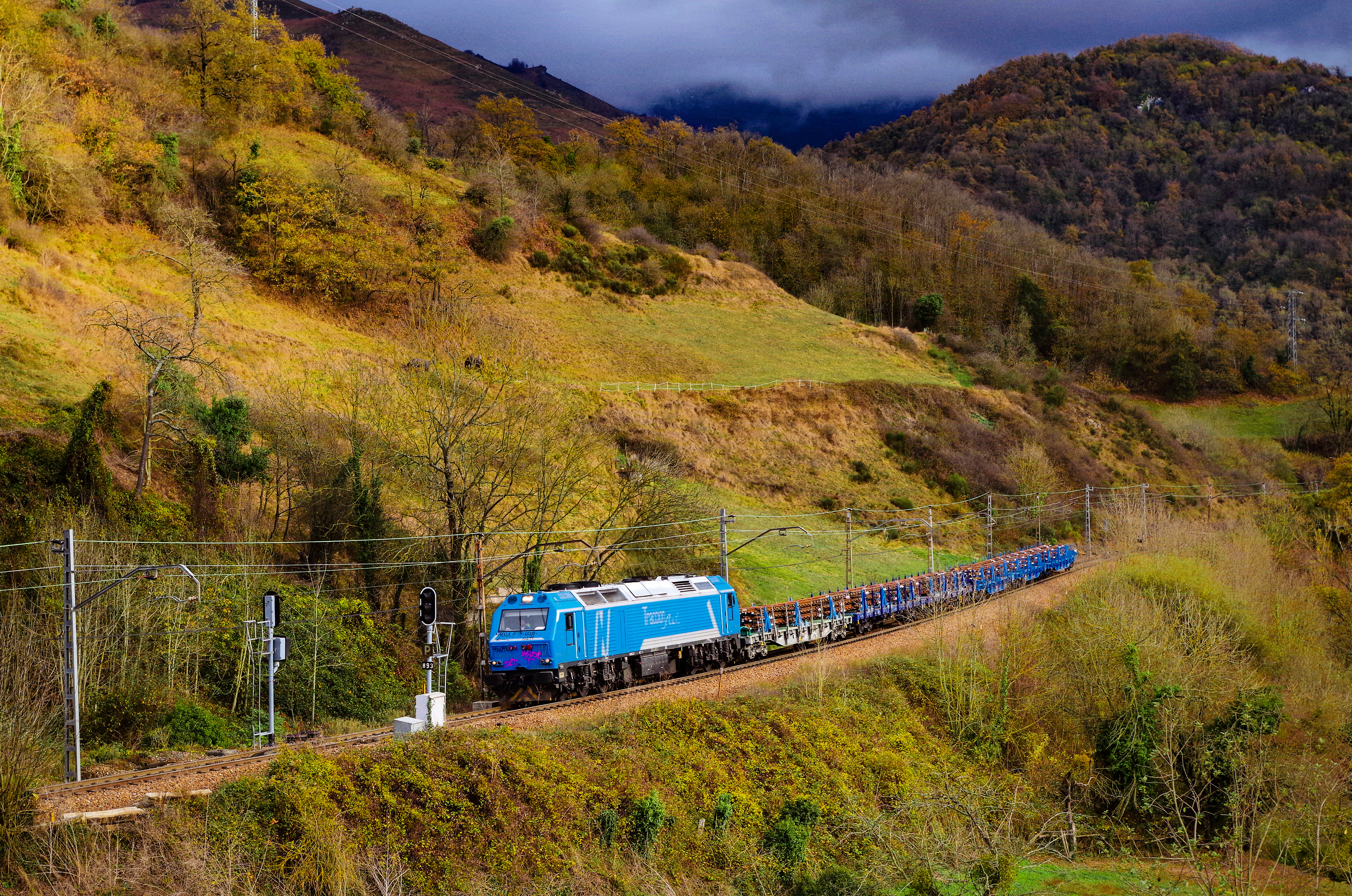
Tren de Tracción Rail subiendo Pajares

Según información publicada en la revista Vía Libre en mayo de 2010 resumiendo un estudio de los ingenieros Alberto García Álvarez y Vicente Rallo, por Pajares circulaban un media de 20 convoyes de mercancía por día en cada sentido, habiendo totalizado 7400 en sentido ascendente todo el año 2008. En sentido descendente las circulaciones fueron 400 más, mayoritariamente de locomotoras aisladas.
Según ese mismo estudio, un convoy de mercancías de 1000 t remolcadas tarda, de media, 117 minutos en el trayecto de Pola de Lena a La Robla, incluyendo dos paradas intermedias (con una duración de 23 min de promedio) para el cruce. Ambos ingenieros estiman un coste de explotación de 10,94 €/km en dicho tramo para los trenes de mercancías.

### Tráfico de pasajeros
Actualmente por la Rampa de Pajares solo existen 2 servicios de pasajeros al día, uno en sentido Gijón y otro en sentido León. Este servicio se trata de un Regional que suele ser realizado por una 470 de Renfe.

### Trenes turísticos
La empresa ALSA (Autocares Luarca Sociedad Anónima) realiza durante la época estival servicios turísticos entre Gijón y Busdongo.